# Poesi och Politik
Poesi och politik i förhållande till hvarandra är en essä av Carl Jonas Love Almqvist. Den ingår i band XII av den så kallade duodesupplagan av Törnrosens bok, vilket utkom 1839. Dessförinnan hade texten dock publicerats som en artikel i tidningen Dagligt Allehanda. Tillsammans med Poesi i sak har den analyserats som ett uttryck för Almqvists omorientering mot ett mer samhällsengagerat författarskap, tydligt inte minst i avslutningen:
Poeterne, som nu gråta så mycket för enskild räkning, skola låta tvätta sina näsdukar, för att med dem – rene – söka aftorka mensklighetens tårar.